# Паго Паго
Паго Паго (сам.Pago Pago) је главни град и лука острвске територије Америчка Самоа, у Тихом океану, у оквиру Полинезије. Саставни је део Сједињених Америчких Држава. Паго Паго има једну од најдубљих природних дубоководних лука у јужном Тихом океану, заштићену од ветра и узбурканог мора, и стратешки лоцирану.  Лука је такође једна од најбоље заштићених у јужном Пацифику, што даје Америчкој Самои природну предност јер олакшава искрцавање рибе за прераду. Туризам, забава, храна и конзервирање туне су њене главне индустрије. Од 1993. године, Паго Паго је био четврти највећи прерађивач туне на свету. Укупна вредност рибе искрцане у Паго Пагоу — око 200.000.000 долара годишње — већа је него у било којој другој луци у било којој држави или територији САД.
Паго Паго је једини модерни урбани центар у Америчкој Самои, и главна лука Америчке Самое. Такође је дом територијалне владе, целокупне индустрије и највећег дела трговине у Америчкој Самои.
Слово "г" на самоанском звучи као "нг"; па се Паго Паго изговара као "Панго Панго."

## Положај
Град се налази на острву Тутуилау пространој луци. Клима ових простора је субекваторијална са доста кише и уједначеним температурама током целе године.

### Клима
Планина Rainmaker (Mount Pioa), која се налази у Паго Пагу, доприноси временском обрасцу који доводи до тога да град има највећу годишњу количину падавина од било које луке на свету. Она заштитнички стоји изнад источне стране Паго Пага, чинећи луку једним од најзаштићенијих дубоководних сидришта у Тихом океану.

## Историја
Паго Паго је први пут насељен пре 4.000 година.
Од 1878. до 1951, Паго Паго је била сервисна станица за Америчку морнарицу. За време Другог светског рата јапанска подморница је гранатирала луку.

## Становништво
Становништво је 1990. бројало 10.640 људи. У 2000. години, подручје Великог Паго Пага било је дом за 8.000 становника; до 2010. године становништво се повећало на 15.000.

## Галерија
- Споменик туни
- Поглед на луку
- Врховни суд